# Washington-konventionen
Washington-konventionen, eller CITES (Convention on International Trade in Endangered Species of Wild Fauna and Flora), er en international aftale, der har til formål at sikre, at den internationale handel med vilde dyr og planter ikke truer deres overlevelse. CITES blev underskrevet den 3. marts 1973 i Washington, D.C., USA, og trådte i kraft den 1. juli 1975. Aftalen regulerer handelen med truede arter ved at kategorisere dem i tre forskellige bilag afhængigt af, hvor truet de er.

## Formål og mål
CITES har til formål at beskytte vilde dyr og planter ved at sikre, at international handel ikke fører til overudnyttelse af arterne. Målet er at forhindre, at handel med disse arter bidrager til deres udryddelse og at fremme bæredygtige udnyttelsesmetoder. CITES fungerer som et rammeværk for at koordinere de internationale bestræbelser og fremme samarbejde mellem lande i kampen mod ulovlig handel med vilde dyr og planter.

## Bilag
CITES klassificerer arter i tre bilag, hvor hver bilag har forskellige regler for handel:
- Bilag I: Omfatter arter, der er alvorligt truede, og hvor den internationale handel er strengt reguleret. Handel med disse arter er i princippet forbudt, med undtagelse af specifikke tilfælde som videnskabelige formål eller bevaringsprojekter.
- Bilag II: Omfatter arter, der ikke nødvendigvis er direkte truede, men hvor handelen skal reguleres for at undgå, at de bliver truede i fremtiden. Handel med disse arter er tilladt, men kræver tilladelser og overvågning.
- Bilag III: Omfatter arter, som et specifikt medlemsland har anmodet om hjælp til at regulere handelen med. Disse arter kan være truede i et bestemt land, men ikke nødvendigvis globalt. Handel med disse arter kræver dokumentation for at sikre, at de ikke er ulovligt fanget eller solgt.

## Medlemslande
CITES har i øjeblikket 185 medlemslande (2025), og hvert land er ansvarligt for at implementere og opretholde de regler og forskrifter, der er fastsat i konventionen. Dette betyder, at hvert medlemsland skal oprette nationale myndigheder, der har ansvaret for at udstede de nødvendige tilladelser til handel med vilde dyr og planter. Landenes forpligtelser omfatter både at beskytte arter og bekæmpe ulovlig handel.
I Danmark foretages denne opgave overordnet af Miljøstyrelsen

## Handel og kontrol
For at sikre, at handelen med vilde arter sker på en bæredygtig måde, skal alle import-, eksport- og transitlande udstede og kontrollere de såkaldte CITES-tilladelser. Det betyder, at dyr og planter, der transporteres mellem lande, skal have dokumentation, der bekræfter, at handelen følger konventionens regler. Dette omfatter også at kontrollere, at der ikke sker ulovlig handel over landegrænserne.

## Udfordringer og fremskridt
På trods af de fremskridt, der er opnået gennem CITES, er der stadig flere udfordringer. Ulovlig handel med vilde dyr, ofte kaldet "wildlife trafficking", er stadig et globalt problem og udgør en alvorlig trussel mod mange arter. For at bekæmpe denne ulovlige handel kræves ikke kun strikse regler, men også effektive foranstaltninger for at forhindre kriminalitet, som bedre grænsekontroller og øget samarbejde mellem lande og internationale organisationer.

## CITES og bevaringsindsatser
CITES har spillet en central rolle i mange bevaringsprogrammer og succesfulde projekter for at genoprette arter, der engang var på vej mod udryddelse. Eksempelvis har det bidraget til at stabilisere populationerne af tigre, elefanter og næsehorn gennem regulering af handelen med deres kropsdele. Mange af disse fremskridt er resultatet af fælles indsats fra medlemslande, bevaringsorganisationer og lokale samfund.